# Europees kampioenschap zaalvoetbal vrouwen 2023
Het Europees kampioenschap zaalvoetbal vrouwen 2023, ook wel UEFA Women's Futsal EURO 2023 genoemd, is de 3e editie van het internationale zaalvoetbaltornooi georganiseerd door de UEFA.

## Deelnemende landen
Een totaal van 24 (van de 55) UEFA-leden begon aan de kwalificatie van het tornooi. Letland maakte als enige land haar debuut. De kwalificatie voor UEFA Women’s Futsal Euro 2023 bestaat uit twee ronden: de Preliminary Round (mei 2022) en de Main Round (oktober 2022). Gebaseerd op de coëfficent-rangschikking, mochten de twaalf hoogst geklasseerde landen meteen door naar de main round. De andere twaalf landen moesten eerst nog de preliminary Round doorstaan.

### Loting
De kwalificatiegroepen werden geloot op 18 februari 2022 in het UEFA-hoofdkwartier in Nyon.
| Main Round  | Main Round |                       | Preliminary round | Preliminary round |
| Land        | Pot        | Land                  | Pot               |                   |
| Spanje      | 1          | Nederland             | 1                 |                   |
| Portugal    | 1          | België                | 1                 |                   |
| Rusland     | 1          | Slovenië              | 1                 |                   |
| Oekraïne    | 1          | Slowakije             | 2                 |                   |
| Hongarije   | 2          | Servië                | 2                 |                   |
| Finland     | 2          | Kazachstan            | 2                 |                   |
| Italië      | 2          | Gibraltar             | 3                 |                   |
| Polen       | 2          | Noord-Ierland         | 3                 |                   |
| Kroatië     | 3          | Bosnië en Herzegovina | 3                 |                   |
| Zweden      | 3          | Litouwen              | 4                 |                   |
| Tsjechië    | 3          | Moldavië              | 4                 |                   |
| Wit-Rusland | 3          | Letland               | 4                 |                   |

- Pot 1 bestond uit de landen die op het vorige EK de eindronde speelden, de andere potten zijn gebaseerd op hun plaats in de coëfficient-rangschikking.
- Rusland mag niet deelnemen aan het tornooi vanwege de invasie van het land op Oekraïne.[3] Hun plekje in de main round wordt ingenomen door de op een na beste 2e van de preliminary round.

## Competitieformule
In de preliminary round en de main round, wordt elke groep gespeeld als een Round-robin mini-tornooi in de vooraf geselecteerde gaststeden.
In de eindronde spelen de vier gekwalificeerde teams een knock-out fase (halve finale, wedstrijd om de derde plek en finale), eveneens in een vooraf geselecteerde gaststad.

### Beslissingscriteria
In de preliminary round en de main round, worden teams gerangschikt aan de hand van punten (3 punten voor een overwinning, 1 punt voor een gelijkspel, 0 punten bij een nederlaag). Mochten twee of meer teams hetzelfde puntenaantal hebben behaald, dan bepalen de volgende criteria hun positie:
1. Hoogste aantal punten verkregen bij de onderlinge wedstrijden tussen de teams
2. Doelsaldo verkregen bij de onderlinge wedstrijden tussen de gelijk eindigende teams (als er meer dan twee teams gelijk staan)
3. Hoogste aantal gescoorde doelpunten verkregen bij de onderlinge wedstrijden tussen de teams (als er meer dan twee teams gelijk staan)
4. Mochten er, na het toepassen van criteria 1 t/m 3, nog steeds twee teams gelijk eindigen, dan moeten criteria 1 t/m 3 opnieuw worden toegepast tussen deze twee teams. Staan deze teams dan nog steeds gelijk, dan wordt de positie bepaald door criteria 5 t/m 9
5. Doelsaldo verkregen bij alle wedstrijden in de groep
6. Hoogste aantal gescoorde doelpunten verkregen bij alle wedstrijden in de groep
7. Mochten er twee teams in de laatste groepswedstrijd tegen elkaar spelen, de wedstrijd in een gelijkspel eindigen en de teams gelijk staan volgens criteria 1 t/m 6, dan spelen deze twee teams een strafschoppenserie om hun positie te bepalen. Dit geldt niet als er nog een ander team in dezelfde groep gelijk staat met deze twee teams of als de plaatsen niet relevant zijn voor de kwalificatie voor de volgende ronde
8. Fair-Playklassement van het toernooi (1 punt voor een enkele gele kaart, 3 punten voor een rode kaart ten gevolge van 2 gele kaarten, 3 punten voor een directe rode kaart, 4 punten voor een gele kaart gevolgd door een directe rode kaart)
9. Positie op de UEFA-coëfficiëntenranglijst

## Preliminary Round
Twaalf ploegen namen deel aan de preliminary Round, in drie groepen, die elk uit vier ploegen bestonden. Enkel de drie groepswinnaars en de beste nummer 2 vervoegden zich bij de elf andere landen - die rechtstreeks doormochten - in de main Round.

#### Groep A
| Land          | Wed | W | G | V | DV | DT | +/- | Pnt | Kwalificatie       |
| ------------- | --- | - | - | - | -- | -- | --- | --- | ------------------ |
| Nederland     | 3   | 3 | 0 | 0 | 13 | 2  | 11  | 9   | Naar de Main Round |
| Servië (G)    | 3   | 2 | 0 | 1 | 12 | 6  | 6   | 6   |                    |
| Noord-Ierland | 3   | 1 | 0 | 2 | 5  | 5  | 0   | 3   |                    |
| Letland       | 3   | 0 | 0 | 3 | 1  | 18 | -17 | 0   |                    |

Bron: UEFA
(G) Gastheer
|                   |               |                |                 |                                                                                           |
| 11 mei 2022 16:00 | Noord-Ierland | 1 – 2          | Servië          | 'Vlade Divac' Sports Hall, Vrnjacka Banja Toeschouwers: 30 Scheidsrechter: Mariia Glekova |
| 11 mei 2022 16:00 | McKay 14'     | verslag (UEFA) | 15', 27' Trišić | 'Vlade Divac' Sports Hall, Vrnjacka Banja Toeschouwers: 30 Scheidsrechter: Mariia Glekova |

|                   |                                              |                |         |                                                                                             |
| 11 mei 2022 19:30 | Nederland                                    | 6 – 0          | Letland | 'Vlade Divac' Sports Hall, Vrnjacka Banja Toeschouwers: 20 Scheidsrechter: Dominykas Norkus |
| 11 mei 2022 19:30 | Drost 3' De Groen 7', 15' Hand 14', 29', 29' | verslag (UEFA) |         | 'Vlade Divac' Sports Hall, Vrnjacka Banja Toeschouwers: 20 Scheidsrechter: Dominykas Norkus |

|                   |               |                |                            |                                                                                          |
| 12 mei 2022 16:00 | Noord-Ierland | 0 – 2          | Nederland                  | 'Vlade Divac' Sports Hall, Vrnjacka Banja Toeschouwers: 10 Scheidsrechter: Martin Køster |
| 12 mei 2022 16:00 |               | verslag (UEFA) | 17' Verschoor 29' De Groen | 'Vlade Divac' Sports Hall, Vrnjacka Banja Toeschouwers: 10 Scheidsrechter: Martin Køster |

|                   | |                |         | |
| 12 mei 2022 19:30 | Servië | 8 – 0          | Letland | 'Vlade Divac' Sports Hall, Vrnjacka Banja Toeschouwers: 50 Scheidsrechter: Zyl Robert Fred Sheriff |
| 12 mei 2022 19:30 | Vukovic 1' Knežević 7' Janković 14' Marjanović 20' 35' (pen.) Marenić 24', 34' Garanča 27' (e.d.) Trbojević 33' Batinić 36' (pen.) | verslag (UEFA) |         | 'Vlade Divac' Sports Hall, Vrnjacka Banja Toeschouwers: 50 Scheidsrechter: Zyl Robert Fred Sheriff |

|                   |             |                |                                 | |
| 14 mei 2022 16:00 | Letland     | 1 – 4          | Noord-Ierland                   | 'Vlade Divac' Sports Hall, Vrnjacka Banja Toeschouwers: 10 Scheidsrechter: Zyl Robert Fred Sheriff |
| 14 mei 2022 16:00 | Garanča 33' | verslag (UEFA) | 2' Brown 12', 13' McKay 19' Rea | 'Vlade Divac' Sports Hall, Vrnjacka Banja Toeschouwers: 10 Scheidsrechter: Zyl Robert Fred Sheriff |

|                   |                  |                |                                               |                                                                                           |
| 14 mei 2022 19:30 | Servië           | 2 – 5          | Nederland                                     | 'Vlade Divac' Sports Hall, Vrnjacka Banja Toeschouwers: 100 Scheidsrechter: Martin Køster |
| 14 mei 2022 19:30 | Vukovic 17', 33' | verslag (UEFA) | 7', 10' De Groen 25', 26' Drost 39' Kortlever | 'Vlade Divac' Sports Hall, Vrnjacka Banja Toeschouwers: 100 Scheidsrechter: Martin Køster |

#### Groep B
| Land          | Wed | W | G | V | DV | DT | +/- | Pnt | Kwalificatie                                  |
| ------------- | --- | - | - | - | -- | -- | --- | --- | --------------------------------------------- |
| België        | 3   | 2 | 1 | 0 | 19 | 6  | 13  | 7   | Naar de Main Round                            |
| Slowakije     | 3   | 2 | 1 | 0 | 9  | 5  | 4   | 7   | Naar de Main Round (bij de beste 2 nummers 2) |
| Gibraltar (G) | 3   | 0 | 1 | 2 | 9  | 13 | -4  | 1   |                                               |
| Moldavië      | 3   | 0 | 1 | 2 | 6  | 19 | -13 | 1   |                                               |

Bron: UEFA
(G) Gastheer
|                   | |                |           |                                                                                                  |
| 11 mei 2022 14:00 | België | 12 – 1         | Moldavië  | Tercentenary Sports Hall, Gibraltar Toeschouwers: 20 Scheidsrechter: Roosa-Maria Karoliina Tuomi |
| 11 mei 2022 14:00 | Van Roie 2', 26', 38' Van Den Bergh 7', 35' Gomboso 8', 25', 39' Drumont 12' Wielockx 14', 33' Peeters 37' | verslag (UEFA) | 36' Birca | Tercentenary Sports Hall, Gibraltar Toeschouwers: 20 Scheidsrechter: Roosa-Maria Karoliina Tuomi |

|                   |                                           |                |                      |                                                                                        |
| 11 mei 2022 18:00 | Slowakije                                 | 4 – 2          | Gibraltar            | Tercentenary Sports Hall, Gibraltar Toeschouwers: 600 Scheidsrechter: Annamaria Tolnay |
| 11 mei 2022 18:00 | Valová 4', 14' Tyčiaková 17' Rybanská 21' | verslag (UEFA) | 21' Neale 38' Victor | Tercentenary Sports Hall, Gibraltar Toeschouwers: 600 Scheidsrechter: Annamaria Tolnay |

|                   |            |                |                    |                                                                                       |
| 12 mei 2022 14:00 | Slowakije  | 1 – 1          | België             | Tercentenary Sports Hall, Gibraltar Toeschouwers: 15 Scheidsrechter: Slawomir Steczko |
| 12 mei 2022 14:00 | Hankova 3' | verslag (UEFA) | 33' (pen.) Drumont | Tercentenary Sports Hall, Gibraltar Toeschouwers: 15 Scheidsrechter: Slawomir Steczko |

|                   |                                                                      |                |                                  |                                                                                   |
| 12 mei 2022 18:00 | Gibraltar                                                            | 3 – 3          | Moldavië                         | Tercentenary Sports Hall, Gibraltar Toeschouwers: 410 Scheidsrechter: Daniel Deca |
| 12 mei 2022 18:00 | Victor 13' Gilbert 20' 38' (pen.) Salah El-Din 24' Viagas 38' (pen.) | verslag (UEFA) | 13', 34' Ciobanu 37' (e.d.) Holt | Tercentenary Sports Hall, Gibraltar Toeschouwers: 410 Scheidsrechter: Daniel Deca |

|                   |                                                              |                |                                                                                 |                                                                      |
| 14 mei 2022 14:00 | Gibraltar                                                    | 4 – 6          | België                                                                          | Tercentenary Sports Hall, Gibraltar Scheidsrechter: Slawomir Steczko |
| 14 mei 2022 14:00 | Gilbert 1' Salah El-Din 22' Mascarenhas-Olivero 32' Karp 34' | verslag (UEFA) | 8', 17', 40' 38' (pen.) Gomboso 11' (e.d.) Garcia 23' Van Den Bergh 35' Drumont | Tercentenary Sports Hall, Gibraltar Scheidsrechter: Slawomir Steczko |

|                   |                         |                |                                                   |                                                                      |
| 14 mei 2022 18:00 | Moldavië                | 2 – 4          | Slowakije                                         | Tercentenary Sports Hall, Gibraltar Scheidsrechter: Annamaria Tolnay |
| 14 mei 2022 18:00 | Ciobanu 10' Catarău 40' | verslag (UEFA) | 10', 38' Kucharčíková 30' Majtényiová 40' Hanková | Tercentenary Sports Hall, Gibraltar Scheidsrechter: Annamaria Tolnay |

#### Groep C
| Land                  | Wed | W | G | V | DV | DT | +/- | Pnt | Kwalificatie                                  |
| --------------------- | --- | - | - | - | -- | -- | --- | --- | --------------------------------------------- |
| Slovenië              | 3   | 3 | 0 | 0 | 23 | 2  | 21  | 9   | Naar de Main Round                            |
| Bosnië en Herzegovina | 3   | 2 | 0 | 1 | 19 | 9  | 10  | 6   | Naar de Main Round (bij de beste 2 nummers 2) |
| Litouwen (G)          | 3   | 0 | 1 | 2 | 2  | 16 | -14 | 1   |                                               |
| Kazachstan            | 3   | 0 | 1 | 2 | 5  | 22 | -17 | 1   |                                               |

Bron: UEFA
(G) Gastheer
|                   |          |       |                       |  |
| 11 mei 2022 15:00 | Slovenië | 3 – 1 | Bosnië en Herzegovina |  |
| 11 mei 2022 15:00 |          |       |                       |  |

|                   |            |       |          |  |
| 11 mei 2022 17:30 | Kazachstan | 0 – 0 | Litouwen |  |
| 11 mei 2022 17:30 |            |       |          |  |

|                   |            |        |          |  |
| 12 mei 2022 15:00 | Kazachstan | 1 – 11 | Slovenië |  |
| 12 mei 2022 15:00 |            |        |          |  |

|                   |          |       |                       |  |
| 12 mei 2022 18:30 | Litouwen | 2 – 7 | Bosnië en Herzegovina |  |
| 12 mei 2022 18:30 |          |       |                       |  |

|                   |                       |        |            |  |
| 14 mei 2022 15:00 | Bosnië en Herzegovina | 11 – 4 | Kazachstan |  |
| 14 mei 2022 15:00 |                       |        |            |  |

|                   |          |       |          |  |
| 14 mei 2022 18:30 | Litouwen | 0 – 9 | Slovenië |  |
| 14 mei 2022 18:30 |          |       |          |  |

#### Eindstand beste nummers twee
Om de beste tweede te bepalen, werden enkel de resultaten van de tweedes uit de drie groepen tegen de winnaar en derdes uit die groepen meegeteld in de eindrekening.
| Land                  | Grp | Wed | W | G | V | DV | DT | +/- | Pnt | Kwalificatie       |
| --------------------- | --- | --- | - | - | - | -- | -- | --- | --- | ------------------ |
| Slowakije             | B   | 2   | 1 | 1 | 0 | 5  | 3  | +2  | 4   | Naar de Main Round |
| Bosnië en Herzegovina | C   | 2   | 1 | 0 | 1 | 8  | 5  | +3  | 3   | Naar de Main Round |
| Servië                | A   | 2   | 1 | 0 | 1 | 4  | 6  | -2  | 3   |                    |

Beslissingscriteria: 1) Punten; 2) Doelsaldo; 3) Aantal gemaakte doelpunten; 4) Fair-Play punten; 5) Positie op de UEFA-coëfficiëntenranglijst

## Main Round
De winnaar van elke groep stoot door naar de eindronde.

##### Groep 1
| Land        | Wed | W | G | V | DV | DT | +/- | Pnt | Kwalificatie      |
| ----------- | --- | - | - | - | -- | -- | --- | --- | ----------------- |
| Spanje      | 0   | 0 | 0 | 0 | 0  | 0  | 0   | 0   | Naar de Eindronde |
| Finland (G) | 0   | 0 | 0 | 0 | 0  | 0  | 0   | 0   |                   |
| Zweden      | 0   | 0 | 0 | 0 | 0  | 0  | 0   | 0   |                   |
| België      | 0   | 0 | 0 | 0 | 0  | 0  | 0   | 0   |                   |

Bron: UEFA
(G) Gastheer

##### Groep 2
| Land         | Wed | W | G | V | DV | DT | +/- | Pnt | Kwalificatie      |
| ------------ | --- | - | - | - | -- | -- | --- | --- | ----------------- |
| Oekraïne (G) | 0   | 0 | 0 | 0 | 0  | 0  | 0   | 0   | Naar de Eindronde |
| Polen        | 0   | 0 | 0 | 0 | 0  | 0  | 0   | 0   |                   |
| Kroatië      | 0   | 0 | 0 | 0 | 0  | 0  | 0   | 0   |                   |
| Nederland    | 0   | 0 | 0 | 0 | 0  | 0  | 0   | 0   |                   |

Bron: UEFA
(G) Gastheer

##### Groep 3
| Land         | Wed | W | G | V | DV | DT | +/- | Pnt | Kwalificatie      |
| ------------ | --- | - | - | - | -- | -- | --- | --- | ----------------- |
| Portugal (G) | 0   | 0 | 0 | 0 | 0  | 0  | 0   | 0   | Naar de Eindronde |
| Italië       | 0   | 0 | 0 | 0 | 0  | 0  | 0   | 0   |                   |
| Wit-Rusland  | 0   | 0 | 0 | 0 | 0  | 0  | 0   | 0   |                   |
| Slovenië     | 0   | 0 | 0 | 0 | 0  | 0  | 0   | 0   |                   |

Bron: UEFA
(G) Gastheer

##### Groep 4
| Land                  | Wed | W | G | V | DV | DT | +/- | Pnt | Kwalificatie      |
| --------------------- | --- | - | - | - | -- | -- | --- | --- | ----------------- |
| Hongarije             | 0   | 0 | 0 | 0 | 0  | 0  | 0   | 0   | Naar de Eindronde |
| Tsjechië              | 0   | 0 | 0 | 0 | 0  | 0  | 0   | 0   |                   |
| Slowakije             | 0   | 0 | 0 | 0 | 0  | 0  | 0   | 0   |                   |
| Bosnië en Herzegovina | 0   | 0 | 0 | 0 | 0  | 0  | 0   | 0   |                   |

Bron: UEFA
(G) Gastheer